# The World of Johnny Cash
The World of Johnny Cash je kompilacijski album Johnnyja Casha, objavljen 1970. u izdanju Columbia Recordsa. Sadrži neke Cashove manje hitove, kao i nekoliko pjesama koje nikad nisu objavljene kao singlovi. Album je dosegao 2. mjesto na country ljestvicama.

## Popis pjesama
1. "I Still Miss Someone" (Johnny Cash, Ray Cash)
2. "Pickin' Time" (Cash)
3. "My Shoes Keep Walking Back to You" (Bob Wills, Lee Ross)
4. "I Want to Go Home" (Cash)
5. "I Feel Better All Over" (Kenny Rogers, Leon Smith)
6. "I'm So Lonesome I Could Cry" (Hank Williams)
7. "Summertime" (Ira P. Stanphill)
8. "In Them Old Cottonfields Back Home" (Leadbelly)
9. "Delia's Gone" (Karl Silbersdorf, Dick Toops)
10. "One More Ride" (Bob Nolan)
11. "Accidentally on Purpose" (George Jones, Darrell Edwards)
12. "In the Jailhouse Now" (Jimmie Rodgers)
13. "I Forgot More Than You'll Ever Know" (Cecil Null)
14. "Casey Jones" (T. Lawrence Seibert, Eddie Newton)
15. "Frankie's Man Johnny" (Cash)
16. "The Legend of John Henry's Hammer" (Johnny Cash, June Carter Cash)
17. "When Papa Played the Dobro" (Cash)
18. "Busted" (Harlan Howard)
19. "Sing It Pretty, Sue" (Cash)
20. "Waiting for a Train" (Rodgers)

## Ljestvice
Album - Billboard (Sjeverna Amerika)
| Godina | Ljestvica      | Pozicija |
| ------ | -------------- | -------- |
| 1970.  | Country albumi | 2        |
| 1970.  | Pop albumi     | 54       |

## Vanjske poveznice
- Podaci o albumu i tekstovi pjesama